# داي سميث (مؤرخ)
داي سميث (بالإنجليزية: Dai Smith)‏ هو مؤرخ بريطاني، ولد في 1945.